# KUDAI
KUDAI är ett spanskt industrimetal/thrash metal-band startat 2002 i Gipuzkoa (Baskien). Bandet sjunger på baskiska och deras stil en aggressiv och tung metal som blandar in synthar, electronica och en melodisk sångröst. 
Bandet jämförs ständigt med Fear Factory eller Rob Zombie. Bandet har idag släppt tre skivor via lokala skivbolaget Oihuka, som går att ladda ner fritt via webbsidan Jamendo.

## Medlemmar
Nuvarande medlemmar
- David – gitarr, sång
- Bortx – gitarr, programmering
- Urtzi Olaziregi – basgitarr
- Tito – trummor

Tidigare medlemmar
- Eka (aka Ekaitz) – basgitarr

## Diskografi
Studioalbum
- Hutsa (2004)
- Arima eroslea (2006)
- Shah Mat (2009)
- Arezko forreak (2013)
- vII (2015)